# Deutscher Eishockeypokal 2006/07
Der Deutsche Eishockeypokal wurde in der Saison 2006/07 zum fünften Mal vom Deutschen Eishockey-Bund in Zusammenarbeit mit der Deutschen Eishockey Liga und der Eishockeyspielbetriebsgesellschaft ausgespielt.

## Begegnungen

### 1. Runde
Die 1. Runde fand ab 1. September 2006 statt. Einzelne Verschiebungen führten zu unterschiedlichen Terminen. Die Paarungen wurden am 3. Juli 2006 in St. Leon-Rot bei Mannheim im Rahmen eines DEL-Golf-Turniers durch Jochen Hecht ausgelost.
| Heilbronner Falken                                                         | 0:2 (0:0, 0:1, 0:1)            | Hamburg Freezers Gratton (28.) Classen (60.)                                  | Zuschauer: 1.414  |
| Landshut Cannibals Guidarelli                                              | 1:6 (0:2, 0:2, 1:2)            | DEG Metro Stars Barz Grand-Pierre Collins Kreutzer Sulzer Reimer              | Zuschauer: 2.091  |
| EV Ravensburg Del Monte Switzer Vogt Newhook Campbell                      | 5:6 n. V. (3:1, 2:2, 0:2, 0:1) | Kölner Haie Hospelt Furchner (2) Tallaire Adams Renz                          | Zuschauer: 3.000  |
| ETC Crimmitschau Herman Detterer                                           | 2:6 (1:1, 0:4, 1:1)            | Straubing Tigers Abstreiter Trew Gallant Janke Casparsson Eklund              | Zuschauer: 2.055  |
| Dresdner Eislöwen                                                          | 0:7 (0:1, 0:2, 0:4)            | Iserlohn Roosters Dmitriev Sulkovsky Adduono Kracht Furey Potthoff Schymanski | Zuschauer: 1.056  |
| ESC Moskitos Essen Strömberg (2) Gosdeck Schopper Müller                   | 5:7 (1:2, 2:2, 2:3)            | Hannover Scorpions Röthke Ullmer Robitaille Lambert Schneider Nikulas Hisey   | Zuschauer: 1.123  |
| ESV Kaufbeuren Walsh Pipp Mather Clair Holzmann                            | 5:7 (2:3, 0:3, 3:1)            | Augsburger Panther Brigley Henderson (2) Joseph Dube (2) Murphy               | Zuschauer: 4.400+ |
| EHC München                                                                | 0:5 (0:2, 0:1, 0:2)            | Sinupret Ice Tigers Pollock, Carter Pielmeier King Brennan                    | Zuschauer: 2.269  |
| SERC Wild Wings Junker                                                     | 1:4 (1:1, 0:3, 0:0)            | Eisbären Berlin Quint (2) Beaufait Busch                                      | Zuschauer: 3.147  |
| Lausitzer Füchse R. Bartlick                                               | 1:5 (0:3, 0:1, 1:1)            | Kassel Huskies McNeil (2) Klinge (2) Gerbig                                   | Zuschauer: 1.506  |
| Tölzer Löwen MacSweyn                                                      | 1:7 (0:1, 1:5, 0:1)            | Adler Mannheim Corbét (2) Girard (2) Trepanier Jaspers Forbes                 | Zuschauer: 1.200  |
| Hannover Indians Doyle Chamberlain Meyer                                   | 3:5 (1:1, 0:2, 2:2)            | REV Bremerhaven Cameron Pinizotto (2) Firsanov Janzen                         | Zuschauer: 3.164  |
| EV Landsberg Wycek                                                         | 1:4 (1:3, 0:1, 0:0)            | Krefeld Pinguine Blank (3) Martinovic                                         | Zuschauer: 1.122  |
| SC Bietigheim-Bissingen Gosselin Björnlie Smith Brännström Körner Schlager | 6:7 n. P. (3:3, 1:2, 2:1, 0:0) | Frankfurt Lions Smrek Křesťan Bassen Taylor Norris Ulmer Ulmer (Penalty)      | Zuschauer: 1.659  |
| Füchse Duisburg Francz Hölscher Hait                                       | 3:4 n. P. (0:1, 2:2, 1:0, 0:0) | Grizzly Adams Wolfsburg Kosik Regan Henrich Reagan (Penalty)                  | Zuschauer: 1.160  |
| Eisbären Regensburg                                                        | 6:5 n. P. (2:2, 0:2, 4:1, 0:0) | ERC Ingolstadt                                                                | Zuschauer:        |

### 2. Runde
Die 2. Runde fand am 17. Oktober 2006 statt. Die Paarungen wurden am 17. September 2006 in Krefeld im Rahmen des DEL-Spiels Krefeld Pinguine gegen Iserlohn Roosters durch die Bochumer Fußballspieler Alexander Bade und Oliver Schröder ausgelost.
| Grizzly Adams Wolfsburg | 0:4 (0:0, 0:2, 0:2)                 | Kölner Haie         | Zuschauer: 2.910  |
| REV Bremerhaven         | 9:2 (3:1, 2:0, 4:1)                 | DEG Metro Stars     | Zuschauer: 2.050  |
| Kassel Huskies          | 1:5 (0:1, 1:1, 0:3)                 | Eisbären Berlin     | Zuschauer: 2.585  |
| Frankfurt Lions         | 3:2 (1:0, 1:2, 1:0)                 | Sinupret Ice Tigers | Zuschauer: 3.200  |
| Iserlohn Roosters       | 2:1 n. P. (0:1, 1:0, 0:0, 0:0, 1:0) | Augsburger Panther  | Zuschauer:        |
| Adler Mannheim          | 3:0 (1:0, 1:0, 1:0)                 | Hamburg Freezers    | Zuschauer: 12.637 |
| Hannover Scorpions      | 3:5 (1:0, 2:4, 0:1)                 | Krefeld Pinguine    | Zuschauer: 5.125  |
| Eisbären Regensburg     | 3:2 (1:0, 2:1, 0:1)                 | Straubing Tigers    | Zuschauer: 4.480  |

### Viertelfinale
Das Viertelfinale fand am 5. Dezember 2006 statt. Die Paarungen wurden am 5. November 2006 während des DEL-Spiels der Adler Mannheim gegen die Eisbären Berlin durch den Fußballspieler Timo Hildebrand ausgelost.
| REV Bremerhaven Cameron Tepper                                   | 2:1 (0:0, 2:0, 0:1) | Frankfurt Lions Danner                                                    | Zuschauer: 2.050 |
| Eisbären Regensburg McNevin                                      | 1:4 (0:0, 1:0, 0:4) | Eisbären Berlin Flynn Rankel (2) Müller                                   | Zuschauer: 3.213 |
| Iserlohn Roosters Rochefort Hock                                 | 2:3 (0:1, 1:1, 1:1) | Kölner Haie Gogulla Rudslätt Martens                                      | Zuschauer: 2.056 |
| Krefeld Pinguine Drury Köttstorfer Pavlikovsky Vasiljevs (2) Jan | 6:8 (4:0, 1:5, 1:3) | Adler Mannheim Ančička Shantz (2) Martinec Méthot Jaspers Corbét Bouchard | Zuschauer: 1.559 |

### Halbfinale
Das Halbfinale fand am 16. Januar 2007 statt. Die Auslosung dafür erfolgte am 10. Dezember 2006 im Rahmen der Sportsendung „Sportclub live“ des NDR durch den Fußballspieler Torsten Frings.
| REV Bremerhaven Kozhevnikov  | 1:5 (0:1, 0:1, 1:3) | Adler Mannheim Jaspers (2) Ullmann Methot Butenschön | Zuschauer: 2.050  |
| Kölner Haie Rudslätt Gogulla | 2:1 (2:0, 0:1, 0:0) | Eisbären Berlin Rankel                               | Zuschauer: 10.585 |

### Finale
Das Finale fand am 20. Februar 2007 statt. Der Spielort wurde am 21. Januar 2007 im Rahmen des DEL-Spiels Kölner Haie vs. Sinupret Ice Tigers ausgelost.
| Adler Mannheim Girard Corbét (2) Arendt Méthot Jaspers | 6:5 n. V. (2:0, 2:4, 1:1, 1:0) | Kölner Haie McLlwain Adams Marshall Hospelt Rudslätt | Zuschauer: 13.600 |

Somit sind die Adler Mannheim zum zweiten Mal deutscher Pokalsieger.